# باراک ۸
| باراک ۸ | باراک ۸                                                                                 |
| --- | --------------------------------------------------------------------------------------- |
| مدل Barak-8ER در نمایشگاه هوایی پاریس 2009 رونمایی شد. در زیر، افزودن یک تقویت کننده بزرگ قابل مشاهده است. |                                                                                         |
| نوع موشک                                                                                                   | موشک سطح به هوا میانبرد                                                                 |
| تاریخچه خدمت                                                                                               |                                                                                         |
| استفاده کننده                                                                                              | هند اسرائیل                                                                             |
| ورود به خدمت                                                                                               | ۲۰۱۶ تا کنون                                                                            |
| تاریخچه تولید                                                                                              |                                                                                         |
| کشور سازنده                                                                                                | کاربران                                                                                 |
| ساخت کارخانه                                                                                               | صنایع هوافضای اسرائیل بهارات داینامیکس بهارات الکترونیکس سامانه‌های دفاعی پیشرفته رافائل |
| انواع | ال آر ام آر                                                                             |
| مشخصات |                                                                                         |
| طول موشک                                                                                                   | ۴٫۵ متر                                                                                 |
| قطر | ۰٫۲۲۵ متر                                                                               |
| وزن کلی | ۲۷۵ کیلوگرم                                                                             |
| کلاهک | ۶۰ کیلوگرم                                                                              |
| مکانیسم انفجار                                                                                             | انفجار سخت                                                                              |
| نوع موتور                                                                                                  | موتور هدایت پذیر و بسته به مدل دارای یک یا دو تقویت کننده کمکی                          |
| سرعت | ال آر:۲ ماخ ام آر:۳ ماخ                                                                 |
| برد عملیاتی                                                                                                | ال آر:۰٫۵ تا ۱۰۰ کیلومتر ام آر:۰٫۵ تا ۱۵۰ کیلومتر                                       |
| سامانه هدایت                                                                                               | آشیانه‌یابی فروسرخ و آشیانه‌یابی راداری فعال                                              |
| سکوی پرتاب                                                                                                 | زمین پایه و دریا پایه                                                                   |

باراک ۸ (به عبری: בָּרָק، صاعقه) که با نام ال آر سام یا ام آر سام نیز شناخته می‌شود، یک موشک زمین به هوای ساخت مشترک هند و اسرائیل است. موشک باراک برای دفاع در برابر هر نوع تهدید هوایی از جمله هواپیما، هلیکوپتر، موشک‌های ضد کشتی، و پهپادها و همچنین موشک‌های بالستیک طراحی شده است، این موشک هم به صورت زمین پایه و دریا پایه تولید می‌شود.
باراک ۸ به‌طور مشترک توسط سازمان تحقیقات و توسعه دفاعی هند (DRDO) و صنایع هوافضای اسرائیل (IAI) توسعه یافته است.

## پیشینه
باراک ۸ بر اساس موشک اصلی باراک ۱ ساخته شده است و انتظار می‌رود که دارای جستجوگر پیشرفته تر و برد بیشتر باشد که خصوصیات آن با موشک‌های دفاع هوایی متوسط مانند ریم ۱۶۲ استاندارد یا حتی ریم استاندارد ۲ مشابه است. اسرائیل موشک بهبود یافته باراک ۲ را در ۳۰ ژوئیه ۲۰۰۹ با موفقیت آزمایش کرد. سیستم رادار پوشش ۳۶۰ درجه برای موشک را فراهم می‌کند و موشک‌ها می‌توانند هدف را تا فاصله ۵۰۰ متری از سامانه ساقط کنند. هر آتشبار باراک (شامل لانچر، رادار، ژنراتور و پشتیبانی) حدود ۲۴ میلیون دلار هزینه دارد. در نوامبر ۲۰۰۹، اسرائیل قراردادی به ارزش ۱٫۱ میلیارد دلار برای تأمین سیستم دفاع هوایی تاکتیکی ارتقا یافته باراک ۸ با هند امضا کرد. در مه ۲۰۱۷، هند ۶۳۰ میلیون دلار از این موشک برای چهار ناو نیروی دریایی هند سفارش داد. در اکتبر ۲۰۱۸، بهارات الکترونیکس یک قرارداد ۷۷۷ میلیون دلاری با صنایع هوافضای اسرائیل برای انجام سفارش Barak-8 امضا کرد. موشک باراک ایکس توسعه یافته این موشک می‌باشد.

## کاربران

#### کاربران کنونی

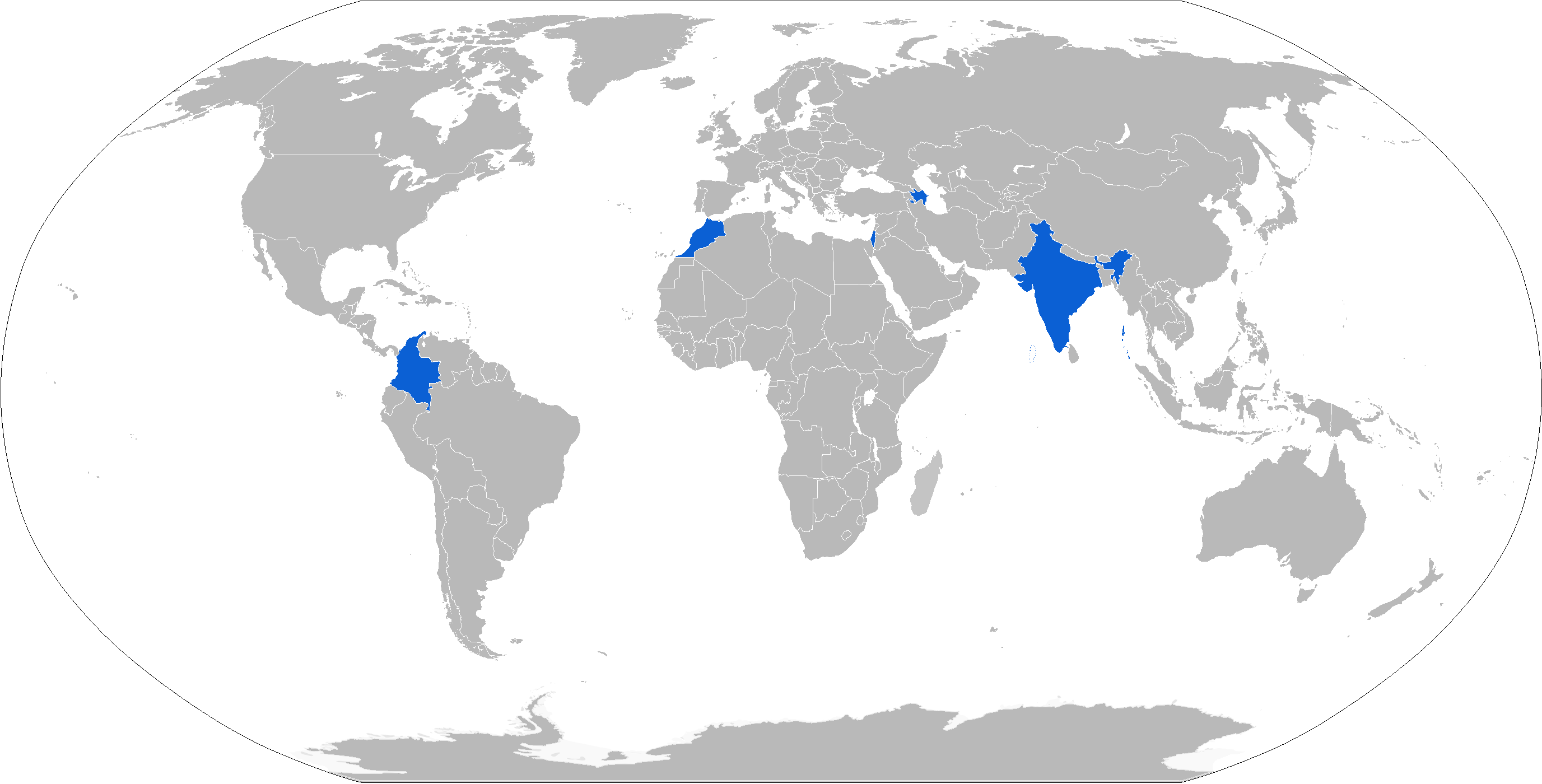
نقشه کاربران موشک باراک ۸. کاربران به رنگ آبی هستند

- جمهوری آذربایجان:آذربایجان ۱۲ سامانه موشکی باراک ۸ به همراه ۷۵ فروند موشک خریداری کرد.
- هند:هند برای نیروی هوایی، نیروی دریایی و ارتش خود به ارزش ۵ میلیارد دلار موشک باراک ۸ خریداری کرده است.
- اسرائیل:ناوهای کلاس فایو اسرائیل به جای باراک ۱، سامانه موشکی جدیدتر باراک ۸ را حمل می‌کنند. برای این منظور، ناو گروه کلاس ۵ ساعر، در اواخر آزمایشی، سامانه موشکی باراک ۸ را شلیک کرد.
- مراکش:قرارداد ۵۰۰ میلیون دلاری برای سامانه موشکی دفاع هوایی باراک ام ایکس را تأیید کرد.

#### کاربران آینده
- آلمان
- لهستان
- عربستان سعودی
- اسلواکی
- امارات متحده عربی
- ویتنام